# Kari Korhonen

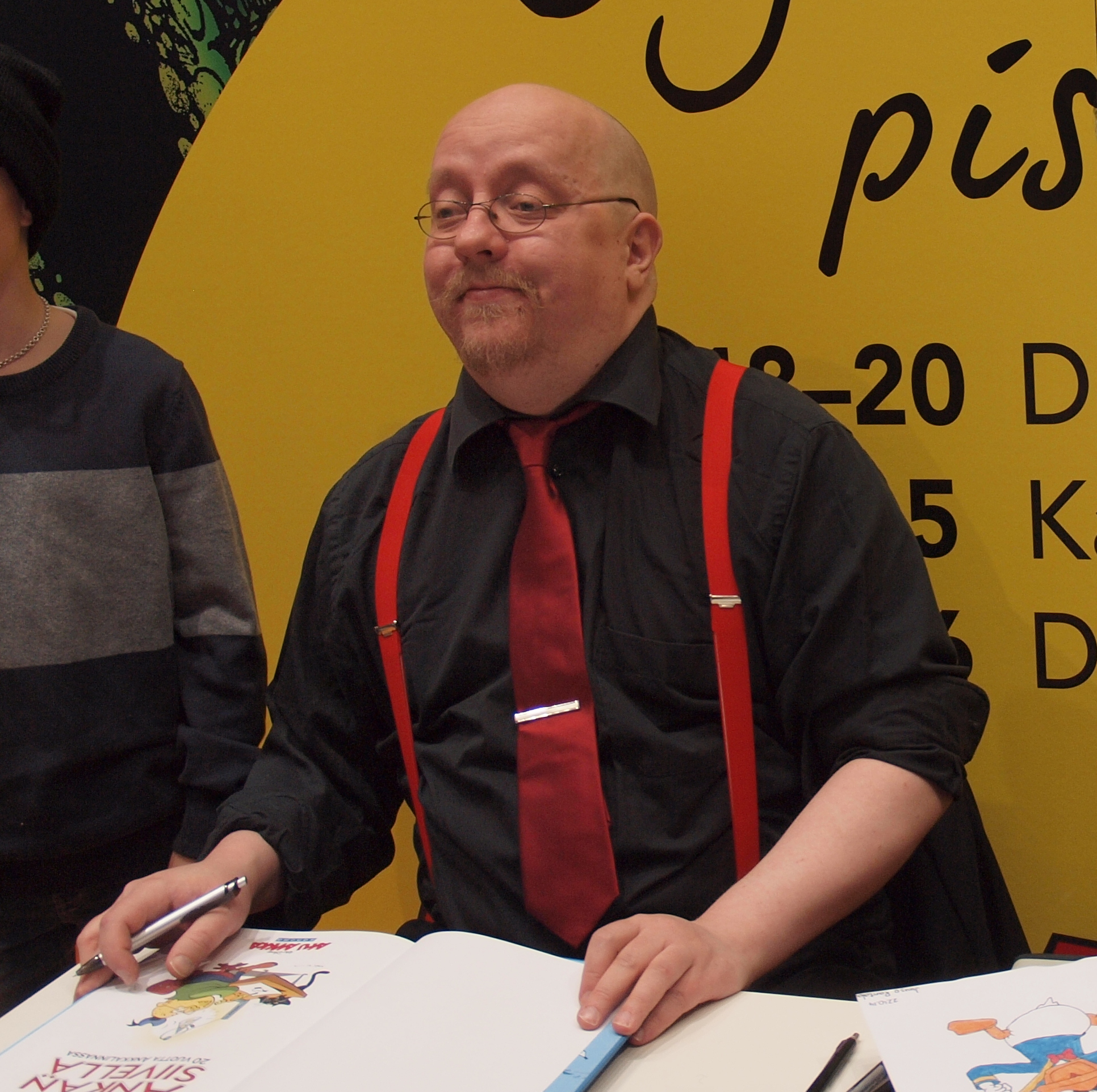
Kari Korhonen (2014)

Kari Korhonen (* 8. Oktober 1973 in Espoo) ist ein finnischer Comiczeichner und -autor, der für seine Arbeit bei Disney bekannt wurde. Er gilt als einer der führenden Comic-Künstler in Finnland.

## Leben und Werk
Korhonen begann als Kind, Comics zu zeichnen. Seine Eltern abonnierten für ihn die Aku Ankka, eine Heftreihe um die finnische Version von Donald Duck. In der Schule legte er einen Schwerpunkt auf das Fach Kunst. Daheim verbrachte er viel Zeit mit dem Zeichnen „lustiger Tiere“. Das sollte auch während seiner Tätigkeit als professioneller Zeichner sein Schwerpunkt werden. In seinem Beruf ist er Autodidakt.
Seit 1992 arbeitete Korhonen als Karikaturist, Illustrator und Werbezeichner, illustrierte auch Kinderbücher und zeichnete für überregionale finnische Tageszeitungen wie Helsingin Sanomat. Des Weiteren entwickelte er Comics und Storyboards für das Fernsehen, vor allem für Werbespots. Für den finnischen Lizenz-Nehmer für Disney-Produkte gestaltete er zunächst Merchandising-Artikel. So kam er in Kontakt zum dänischen Medienunternehmen Egmont, Muttergesellschaft des Egmont Ehapa Verlages und Rechteinhaber für Disney-Comics in zahlreichen Ländern Europas. Seit 1993 ist er hauptberuflich für die Kreativabteilung in Kopenhagen tätig. Zu seinen bevorzugten Disney-Figuren gehört neben Donald Duck vor allem Dagobert Duck, auf Finnisch Roope Ankka. Neben den bekannten Disney-Hauptfiguren entwickelt er Geschichten um den jungen Donald Duck (Donny Duck) nach der aus Italien stammenden Disney-Reihe Paperino Paperotto (auf Finnisch Pikku-Aku). Nach Angaben des Ehapa-Verlages entwickelt Korhonen die meisten Donny Duck-Geschichten. Zunehmend ist er dabei als Autor tätig. Dabei arbeitet er mit bekannten Disney-Zeichnern wie Ignasi Calvet Esteban und Maximino Tortajada Auguilar zusammen.
Künstlerische Vorbilder Korhonens sind Carl Barks, Daniel Branca, Daan Jippes und Romano Scarpa. Nach Angaben seines Verlages arbeitet er vor allem beim Entwickeln kompletter Comic-Geschichten häufig mit Scribbles. Ein Markenzeichen von Korhonen ist, dass er sich selber gelegentlich als Comic-Figur in die Geschichten hinein zeichnet, mit Matrosenmütze im Donald Duck-Stil am Zeichentisch sitzend. In Finnland, das eine ausgeprägte Comic-Kultur hat, ist Kari Korhonen eine bekannte Persönlichkeit und tritt dort auch im Fernsehen auf.

## Einzelbelege
1. ↑  Reima Makinen bei intercomicon.org über Kari Korhonens Stellung innerhalb der finnischen Comicszene (Englisch)
2. ↑  Aku Ankka- alias Donald Duck-Comic von Kari Korhonen (Seite nicht mehr abrufbar, festgestellt im April 2019. Suche in Webarchiven)  Info: Der Link wurde automatisch als defekt markiert. Bitte prüfe den Link gemäß Anleitung und entferne dann diesen Hinweis.
3. ↑  Dagobert Duck (Roope Ankka)-Zeichnung von Kari Korhonen bei intercomicon.org
4. ↑  Über Donny Duck und Kari Korhonen auf der Seite des Ehapa-Verlages (Deutsch) (Memento vom 26. Juni 2009 im Internet Archive)
5. ↑  Kari Korhonen als seine eigene Comic-Figur (Memento vom 28. März 2010 im Internet Archive)
6. ↑  Kari Korhonen in einer Sendung des finnischen Fernsehsenders Yle TV1

| Personendaten    | Personendaten            |
| ---------------- | ------------------------ |
| NAME             | Korhonen, Kari           |
| KURZBESCHREIBUNG | finnischer Comiczeichner |
| GEBURTSDATUM     | 8. Oktober 1973          |
| GEBURTSORT       | Espoo                    |